# アンディ・ティモ

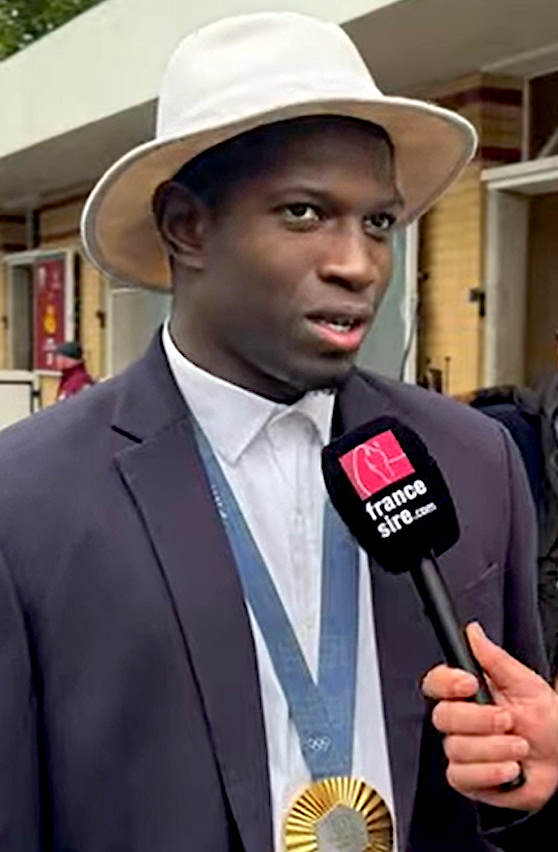
Andy Timo 2024

アンディ・ティモ（Andy Timo、2004年5月28日 - ）は、トップ14スタッド・フランセ・パリに所属するラグビー選手。

## プロフィール
- フランスモナコ出身[1]。
- ポジションはフランカー(FL)。
- 身長 192cm、体重 95kg
- U20フランス代表に選ばれたことがある[2]。

## 略歴
RCトゥーロン、RCマシーを経て、2023年、スタッド・フランセに加入。
2024年、2024パリ五輪の7人制フランス代表に選ばれて金メダル獲得。